# Museo Albert County
El museo Albert County se encuentra en Hopewell Cape, Nuevo Brunswick. Se trata de un complejo de diez edificios, nueve de los cuales están abiertos al público. Todos los edificios son originales, y se encuentran en sus respectivos lugares.

## Historia
La Oficina de Impuestos del Condado, la Oficina de Registros y la cárcel del condado son de la misma época de la creación del condado de Albert, en 1845. El Palacio de Justicia del Condado fue construido en 1904 para sustituir a la original que se había perdido en un incendio anterior. El complejo abarca lo que se conoce como el Shiretown (capital) de Albert County. El museo Albert County es propiedad y está operado por la Sociedad Histórica del Condado de Albert Incorporated.
El museo alberga el Centro conmemorativo de RB Bennett que se inauguró en 2010 para celebrar la vida del primer ministro canadiense, RB Bennett, quien creció en la comunidad. También contiene artefactos y exhibiciones relacionadas con el asesino convicto, Tom Collins.